# All My Loving
"All My Loving" é uma canção dos Beatles, composta por Paul McCartney (embora seja creditada para Lennon/McCartney) para o álbum With the Beatles, de 1963.
Foi um dos poucos exemplos de composições onde McCartney escreveu a letra antes da música; o texto teria aparentemente sido concebido como um poema, composto enquanto ele se barbeava. McCartney a imaginou originalmente como uma canção country & western, e ela foi composta no piano, durante um ensaio da turnê dos Beatles com Roy Orbison; George Harrison adicionou seu solo de guitarra estilo Nashville na gravação. Empregando o formato "carta" na letra da música, utilizado também em "P.S. I Love You", "All My Loving" rapidamente conquistou elogios da crítica, e conseguiu ser muito executada nas rádios. Foi a canção de abertura da famosa estreia da banda nos Estados Unidos no The Ed Sullivan Show, em 9 de fevereiro de 1964; a gravação deste evento foi incluída no álbum Anthology 1.
De acordo com Alan Weiss, um produtor de televisão que estava no local, "All My Loving" estava tocando no sistema de som da sala de espera do pronto-socorro do Hospital Roosevelt quando John Lennon foi declarado oficialmente morto, após ser baleado em 8 de dezembro de 1980.

## Créditos
- Paul McCartney — baixo e vocal
- John Lennon — guitarra base e backing vocal
- George Harrison — guitarra solo e backing vocal
- Ringo Starr — bateria

Em performances ao vivo, Harrison fazia os vocais principais da terceira estrofe enquanto McCartney fazia a segunda voz.